# Křivoklát (przystanek kolejowy)
Křivoklát – przystanek kolejowy w miejscowości Křivoklát, w kraju środkowoczeskim, w Czechach. Znajduje się na wysokości 260 m n.p.m.
Na przystanku istnieje możliwość zakupu biletów i rezerwacji miejsc. 

## Linie kolejowe
- 174 Beroun - Rakovník